# Burgkloster (Lübeck)
Das Burgkloster, ursprünglich „Maria-Magdalenen-Kloster“, ist ein ehemaliges Lübecker Dominikanerkloster. Es befindet sich im Norden der Altstadt zwischen Burgtor und Koberg.

## Geschichte

### Burg

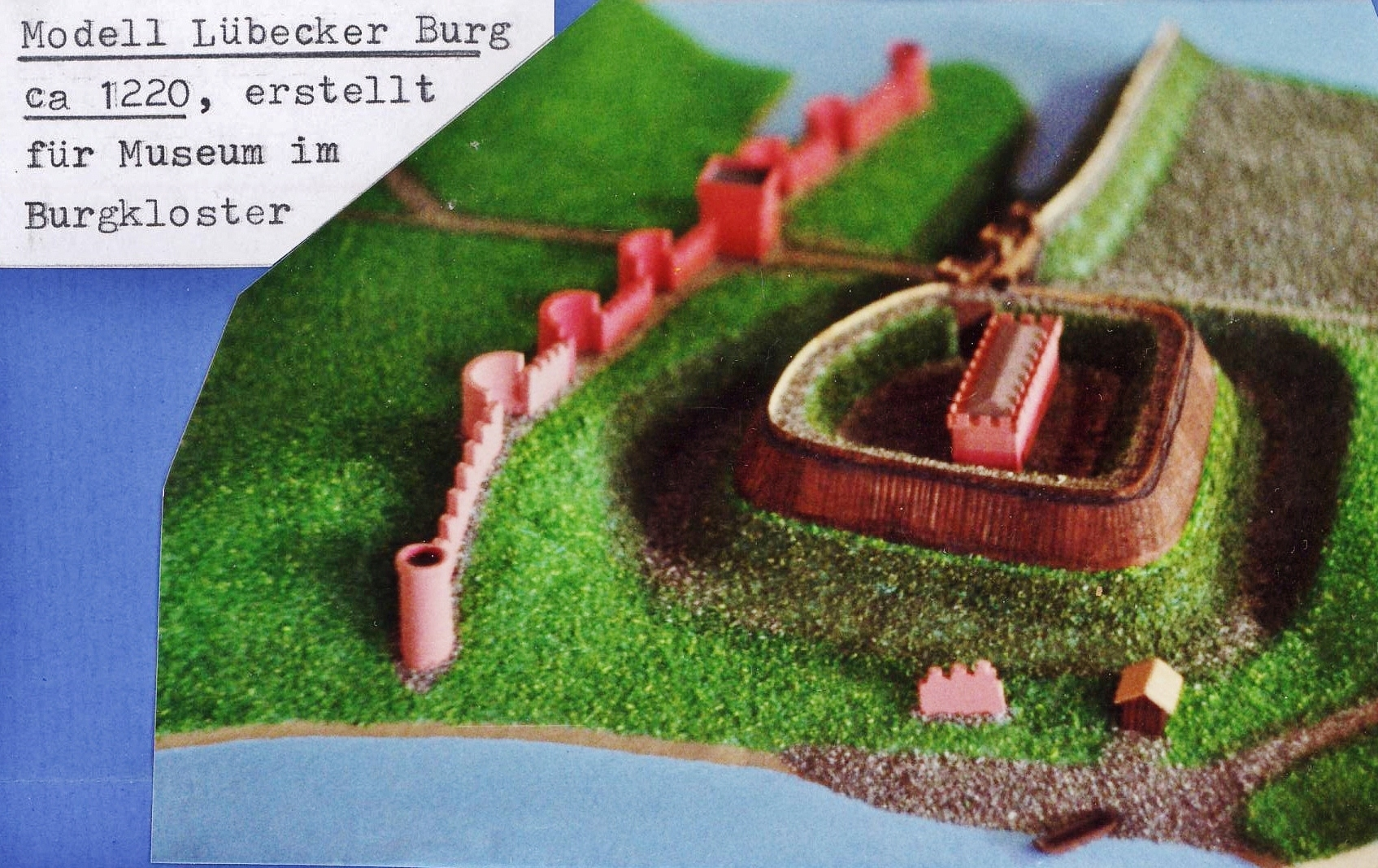
Modell der Lübecker Burg um 1220, vor Errichtung des Klosters (unten die Trave, oben die Wakenitz)

An der Stelle des heutigen Burgklosters, dem schmalen Zugang zur Altstadt-Halbinsel, befand sich schon die slawische Burg Bucu. Unter den Schauenburger Grafen wurde hier vermutlich 1143 eine landesherrliche Burg errichtet. Nachdem die Dänen 1201 Lübeck erobert hatten, residierte hier als Statthalter Albrecht von Orlamünde, der Neffe des dänischen Königs Waldemar II. 1221 wurden Burg und Domstadt durch eine gemeinsame Ummauerung mit der bürgerlichen Stadt vereint. Als Albrecht von Orlamünde in der Schlacht bei Mölln gefangen genommen worden war, nutzten die Lübecker die Gunst der Stunde, ließen sich 1226 das Barbarossa-Privileg durch einen Reichsfreiheitsbrief bestätigen und rissen die landesherrliche Burg nieder, um einem möglichen erneuten Anspruch Adolfs IV. von Schauenburg auf die Stadtherrschaft zuvorzukommen.

### Kloster

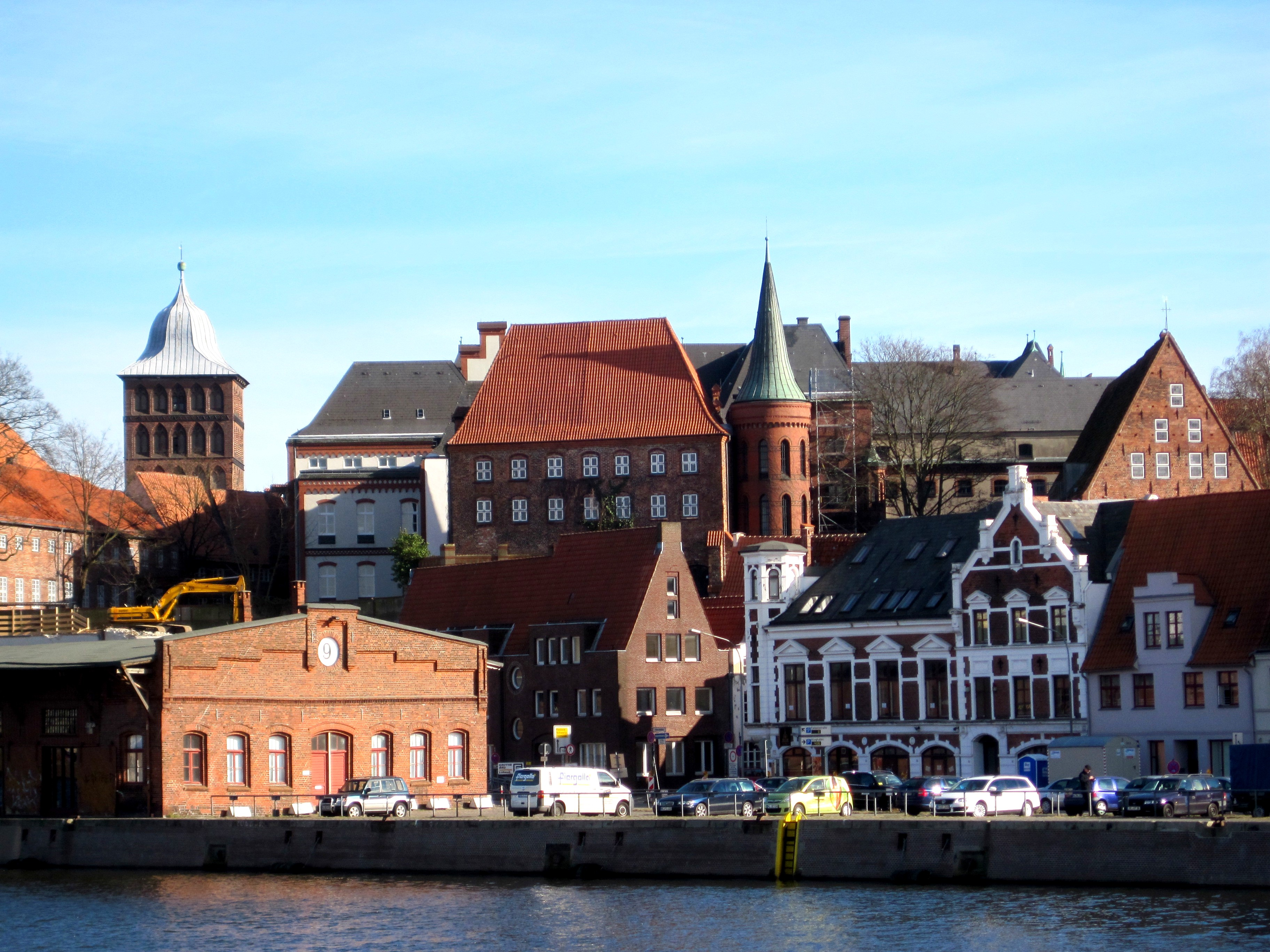
Lübecker Burgkloster (2012)

Wie viele andere zur selben Zeit gegründete Kirchen und Klöster in Schleswig-Holstein trug das Lübecker Dominikanerkloster seinen Namen in Erinnerung an die siegreiche Schlacht von Bornhöved, die am Maria-Magdalenen-Tag, dem 22. Juli 1227, stattfand. Als Dank für den Sieg über die Dänen, der auf die Hilfe der Heiligen zurückgeführt wurde, errichteten die Lübecker anstelle der Burg ein Kloster und übergaben es 1229 dem Dominikanerorden. Damit erhielt nach den Franziskanern ein zweiter Bettelorden einen Sitz in Lübeck.
Nach dem Stadtbrand von 1276 wurde das Kloster neu errichtet. Auch die Klosterkirche St. Maria-Magdalenen stammte aus dieser Zeit. Sie war eine backsteingotische Basilika, die mehrfach umgebaut und erweitert wurde. So erhielt die Kirche um 1399–1401 einen neuen dreischiffigen Hallenchor mit einer repräsentativen Schaufassade zur Burgstraße hin. Im Laufe der Jahrhunderte erhielt die Kirche eine reiche Ausstattung.
Bedeutend für die Stadt Lübeck wurde Anfang des 15. Jahrhunderts der Lesemeister des Klosters, Hermann Korner, als Autor der Chronica novella. Auch ein möglicher Verfasser des Prologus Arminensis, Hermann von Sina, war Lesemeister des Burgklosters.

### Zwischen Reformation und Abbruch der Kirche

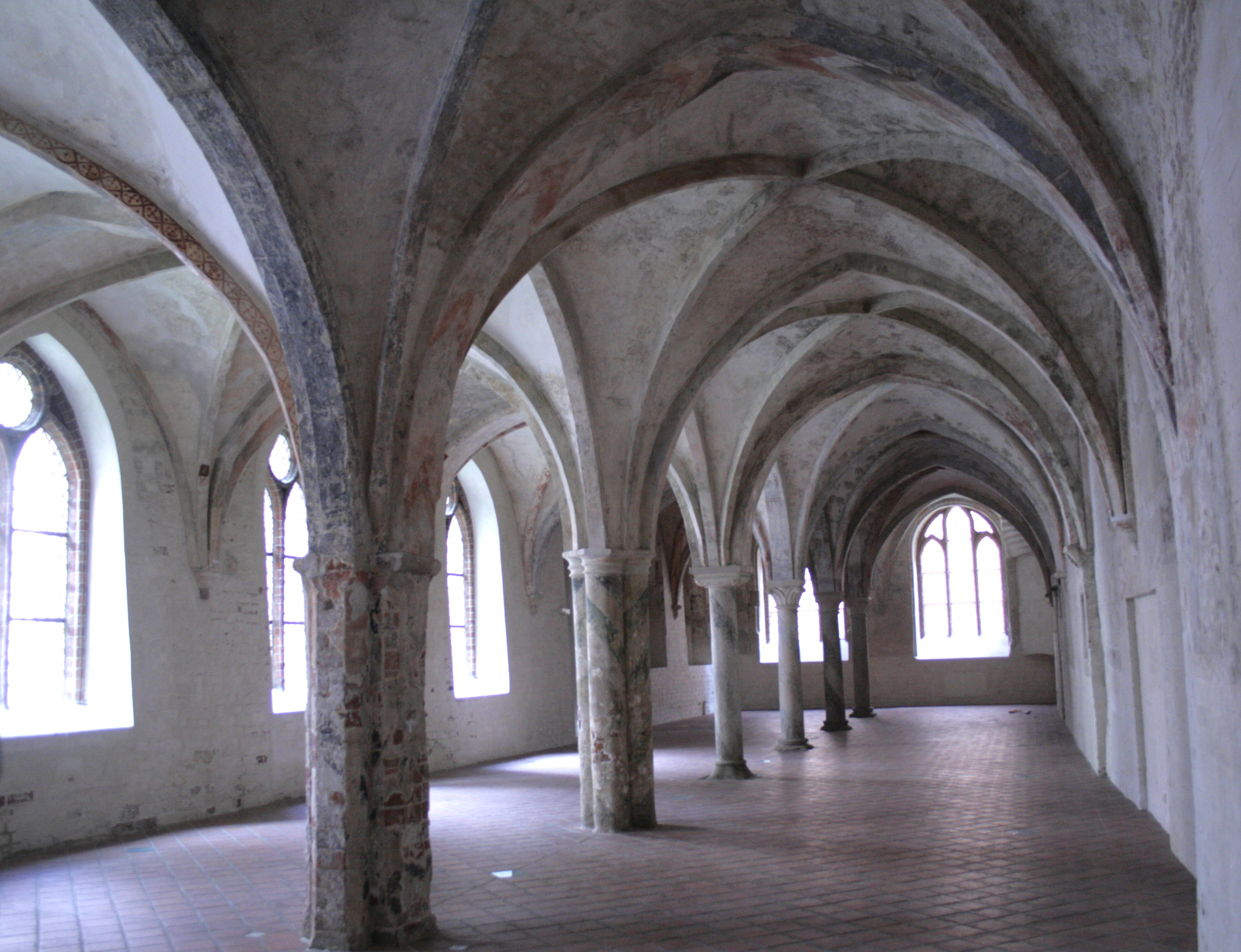
Lange Halle der Burg, später des Klosters

Mit der Einführung der Reformation 1531 wurde das Kloster aufgelöst. Im Gebäude wurde ein Armenhaus eingerichtet. Die Kirche wurde evangelische Kirche, aber keine Pfarrkirche. Die Seitenkapellen gehörten den Ämtern der Höppener (Hopfenbauer, Gärtner), der Brauer und den Reitendienern oder waren Grabkapellen, unter anderem für den Subrektor und Bibliothekar Karl Heinrich Lange, den Superintendenten Johann Gottlob Carpzov, den Hauptpastor Jakob von Melle und den Ratssyndikus und Dompropst Johann Scheven. Einer der Prediger war von 1584 bis 1599 der Dramatiker und Kritiker der Konkordienformel Johannes Stricker. Bereits zu Beginn des 17. Jahrhunderts gelangten Kunstgegenstände der Ausstattung an Kirchen im Umland, beispielsweise der Marienaltar in die Dorfkirche Herrnburg. Der letzte Prediger, Gottlieb Nicolaus Stolterfoth, wurde am 6. November 1806 bei der Erstürmung Lübecks durch die Franzosen erschossen. Seither wurde in der Kirche kein Gottesdienst mehr gehalten.
Die Klosterkirche hatte schon immer statische Probleme. 1589 stürzte der Kanzelpfeiler ein, 1635 ein Stück Gewölbe, 1635 der erste Nordpfeiler und mit ihm das gesamte erste westliche Gewölbejoch, was zu umfangreichen Reparaturarbeiten führte. Als dann am 13. März 1818 der zweite südliche Langhauspfeiler mit dem Gewölbe einstürzte, entschloss sich der Rat der Stadt mit Zustimmung der Bürgerschaft, die seit 1806 nicht mehr benutzte Kirche abzureißen. Lediglich die Nordwand, die an die Klosterbauten anschloss, und die darin eingebauten Kapellen blieben erhalten. Immerhin rettete man, nachdem es 1806 beim Abriss der Kirche des Johannisklosters Proteste wegen der Verschleuderung des Inventars gegeben hatte, die Glasfenster, und Carl Julius Milde sicherte einige ihrer Altäre und die Steinskulpturen der klugen und törichten Jungfrauen, die sich heute im St. Annen-Museum befinden. Die Orgel von Hans Hantelmann, erbaut 1713, gelangte in die Kirche des Klosters Rehna, ist aber nicht erhalten.

### Gerichtsgebäude und Museum
An der Stelle der abgebrochenen Kirche entstand 1874 bis 1876 eine Schule. Von 1893 bis 1896 wurde das Burgkloster baulich stark verändert: Das Obergeschoss der Klausur wurde abgebrochen und durch eine neue Aufstockung ersetzt, die übriggebliebenen gotischen Baubestandteile wurden umgestaltet. Zur Großen Burgstraße hin erhielt der Komplex eine reiche neugotische Fassade. Das Brauhaus aus dem 13. Jahrhundert und das Vorderhaus der Marstallschmiede mit seinem Renaissance-Doppelgiebel aus dem 15. Jahrhundert wurden 1894 für den Neubau des Gerichtsgebäudes abgerissen. In dieser Form diente das Burgkloster bis 1962 als Gerichtsgebäude. In einem Teil des Gebäudes zur Großen Burgstraße hin ist heute das Landesamt für soziale Dienste untergebracht.

Fassaden der abgerissenen Gebäude an der Burgstraße von Süd nach Nord:
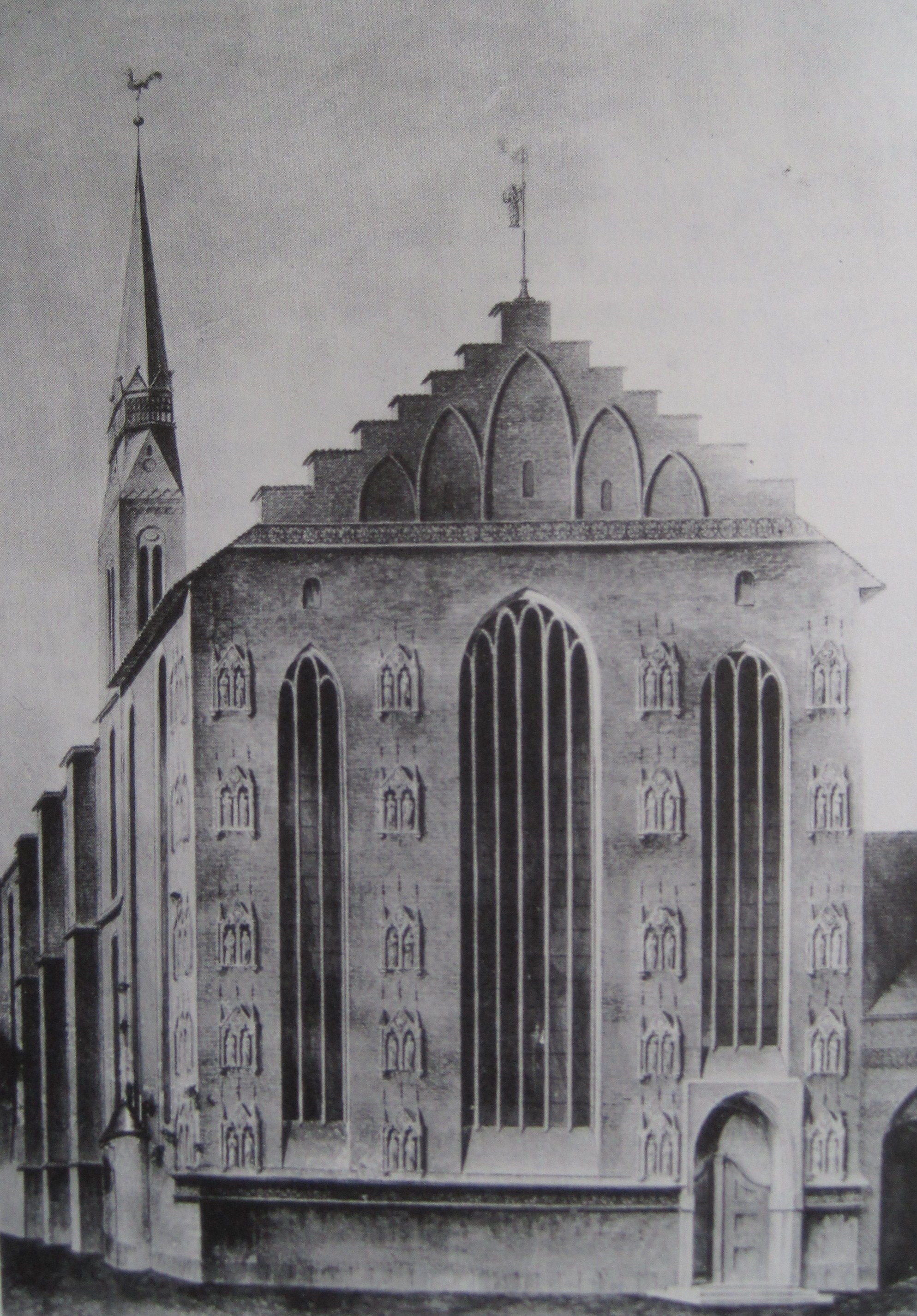
Nr. 14: Fassade des östlichen Chorabschlusses der Burgkirche
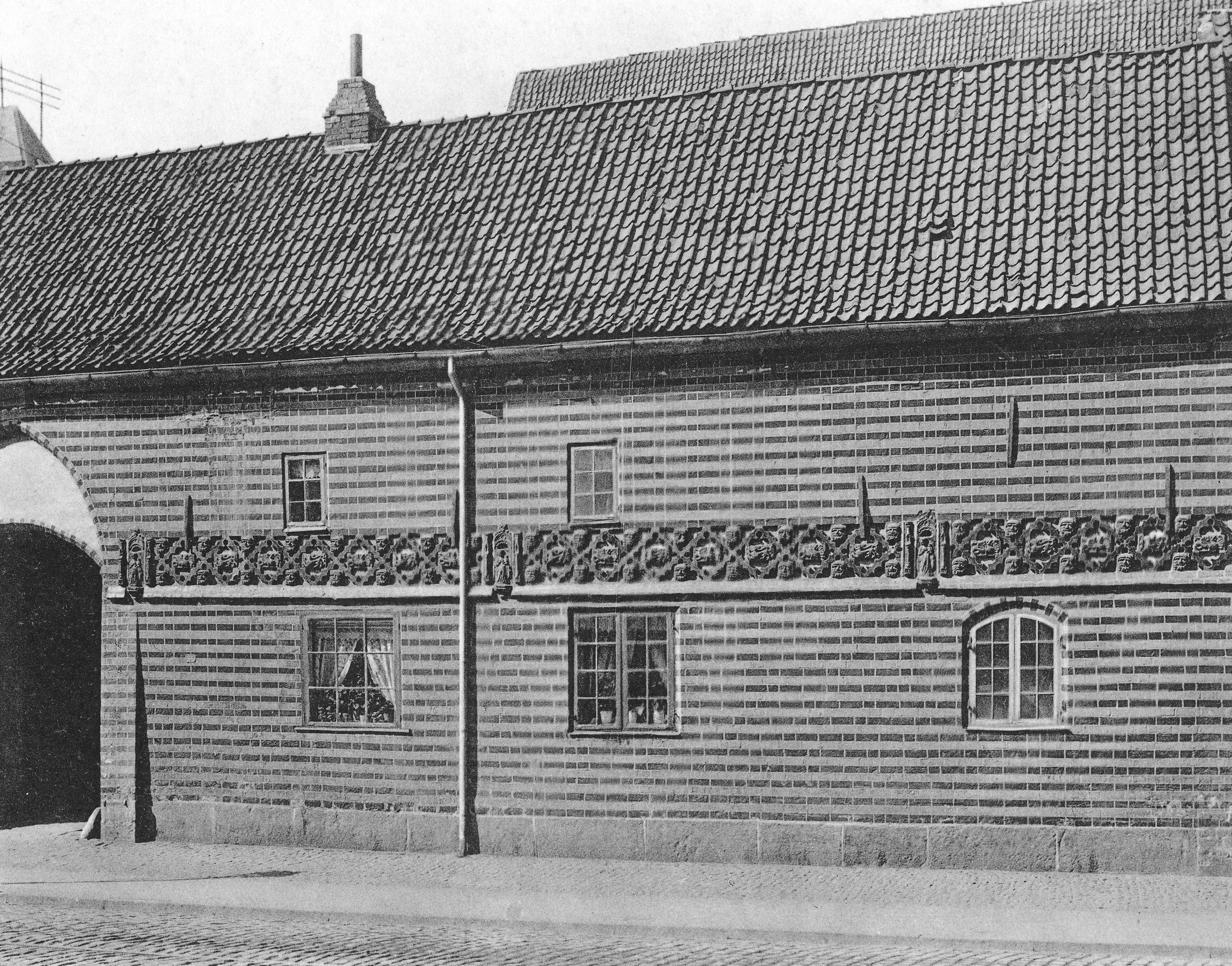
Nrn. 6–12: Brauhaus des Burgklosters aus dem 13. Jahrhundert mit Terracottafries
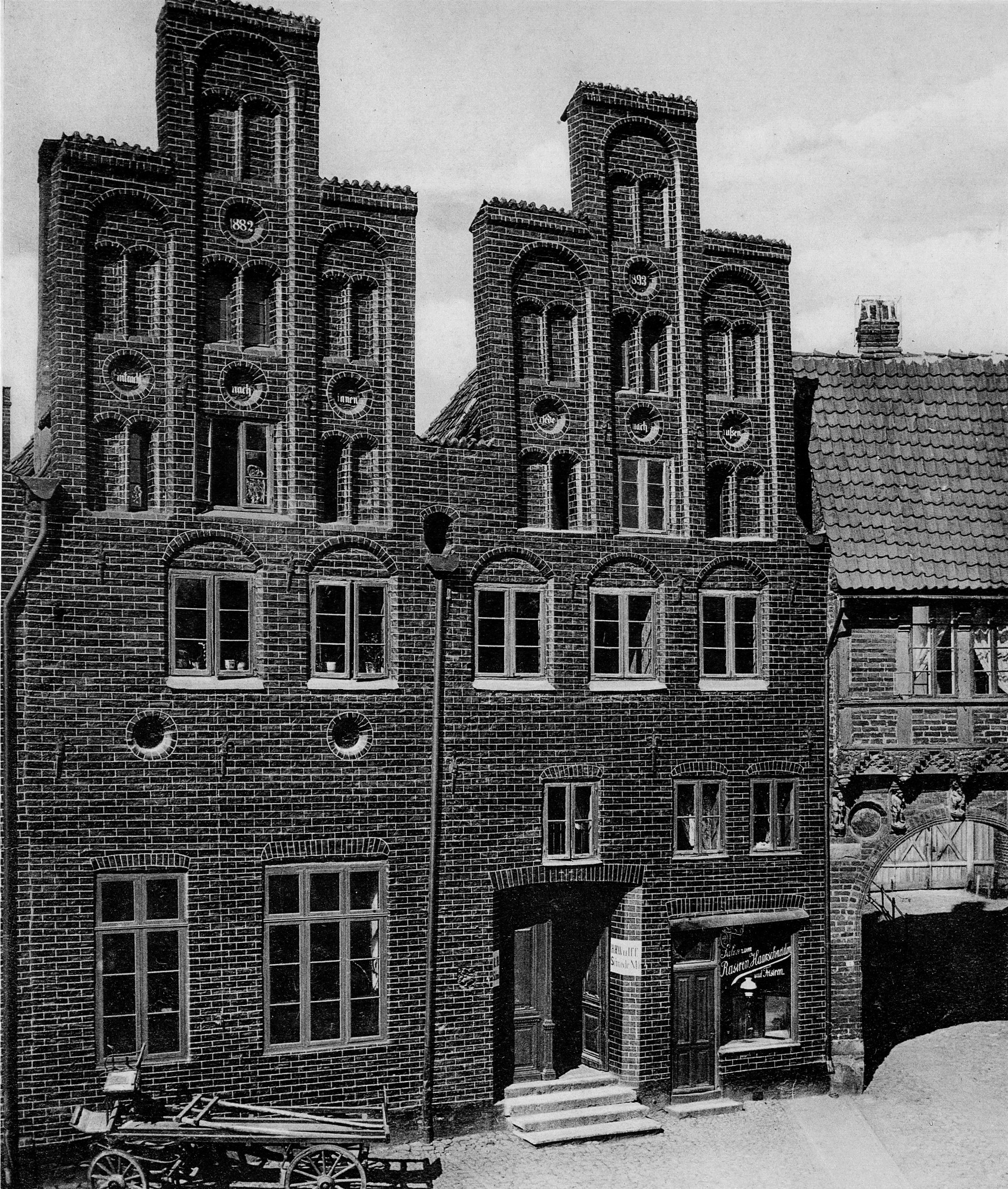
Nr. 4: Vorderhaus der Marstallschmiede aus dem 15. Jahrhundert, nach einer letzten Renovierung 1882

Seit 1976 wurden die mittelalterlichen Bauteile wieder freigelegt, das Gebäude wurde zu Museumszwecken umgestaltet und mit einer modernen Eingangshalle versehen. Im backsteingotischen Beichthaus des Burgklosters befand sich von Juli 2005 bis Ende 2011 das Museum für Lübecker Archäologie. Im Keller des Gebäudes war der Lübecker Münzschatz ausgestellt. Im Übrigen wurde das Bauwerk bis Ende 2011 als Kulturforum und Kunsthalle von der Kulturstiftung Hansestadt Lübeck genutzt.
Im Zuge der Errichtung des Europäischen Hansemuseums wurde das Museum für Lübecker Archäologie aufgelöst und die Räumlichkeiten des Burgklosters wurden in das 2015 eröffnete neue Museum einbezogen.

## Bau und Ausstattung

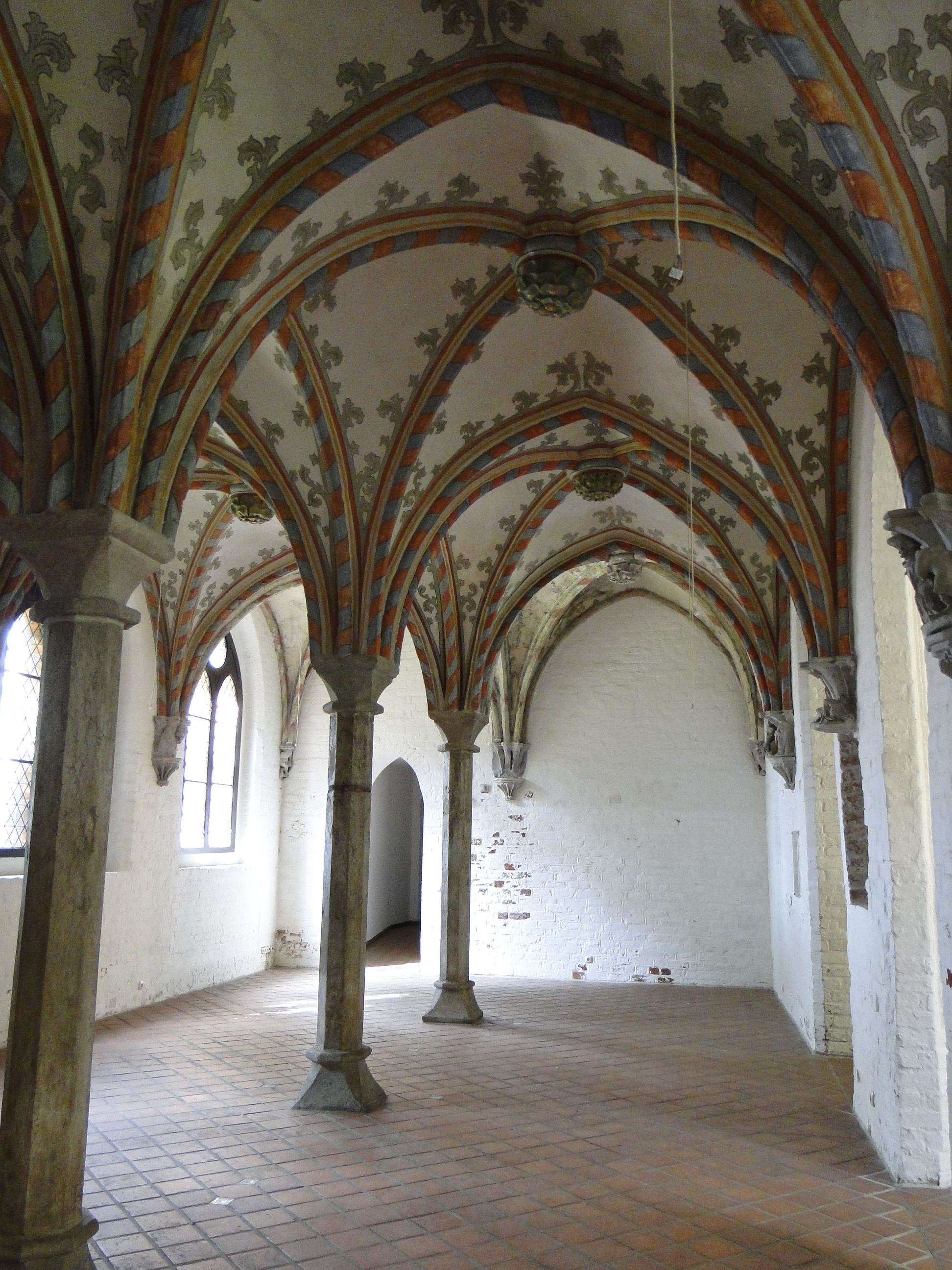
Kapitelsaal
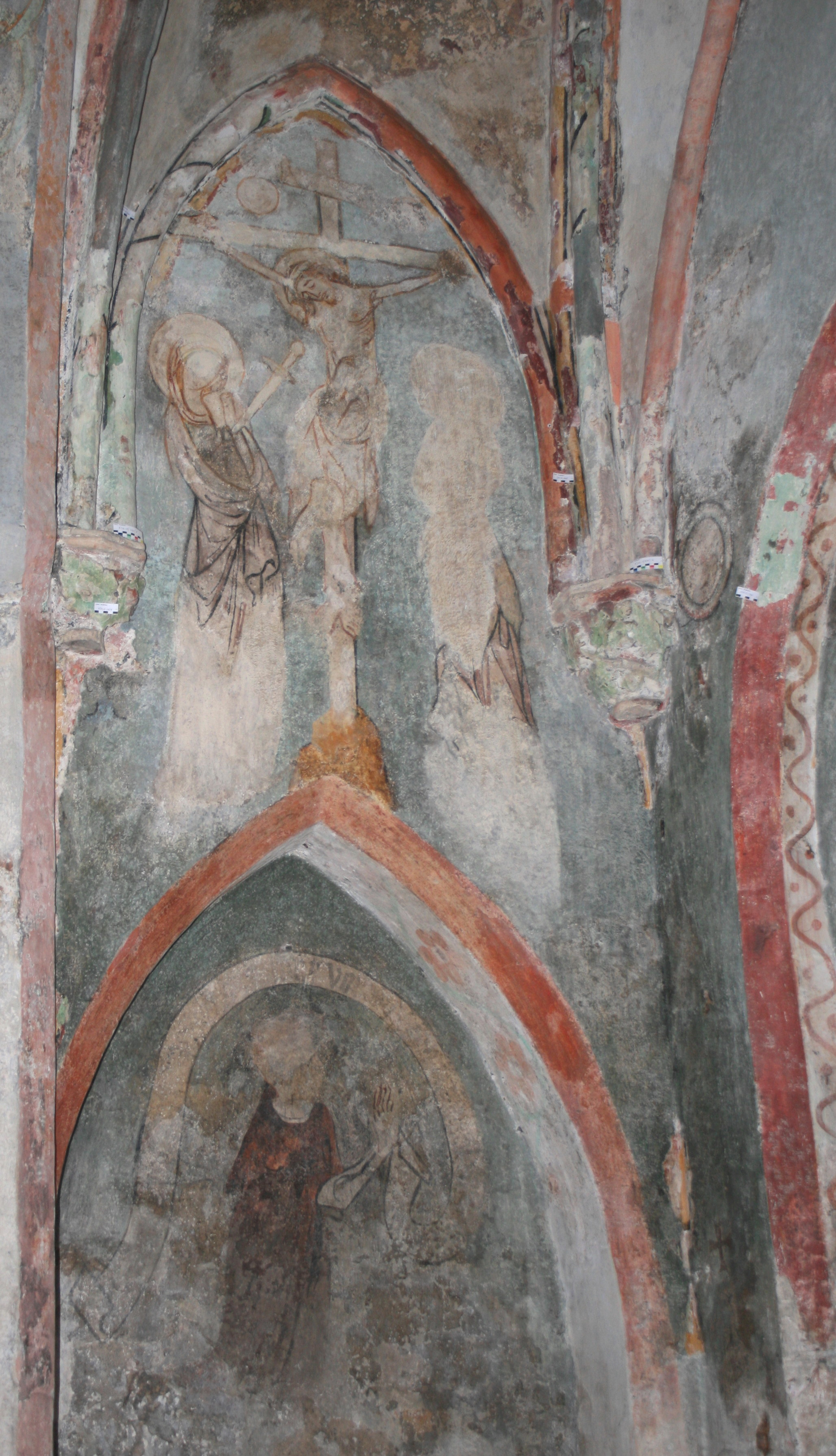
Fresko in einer Seitenkapelle der Maria-Magdalenen-Kirche
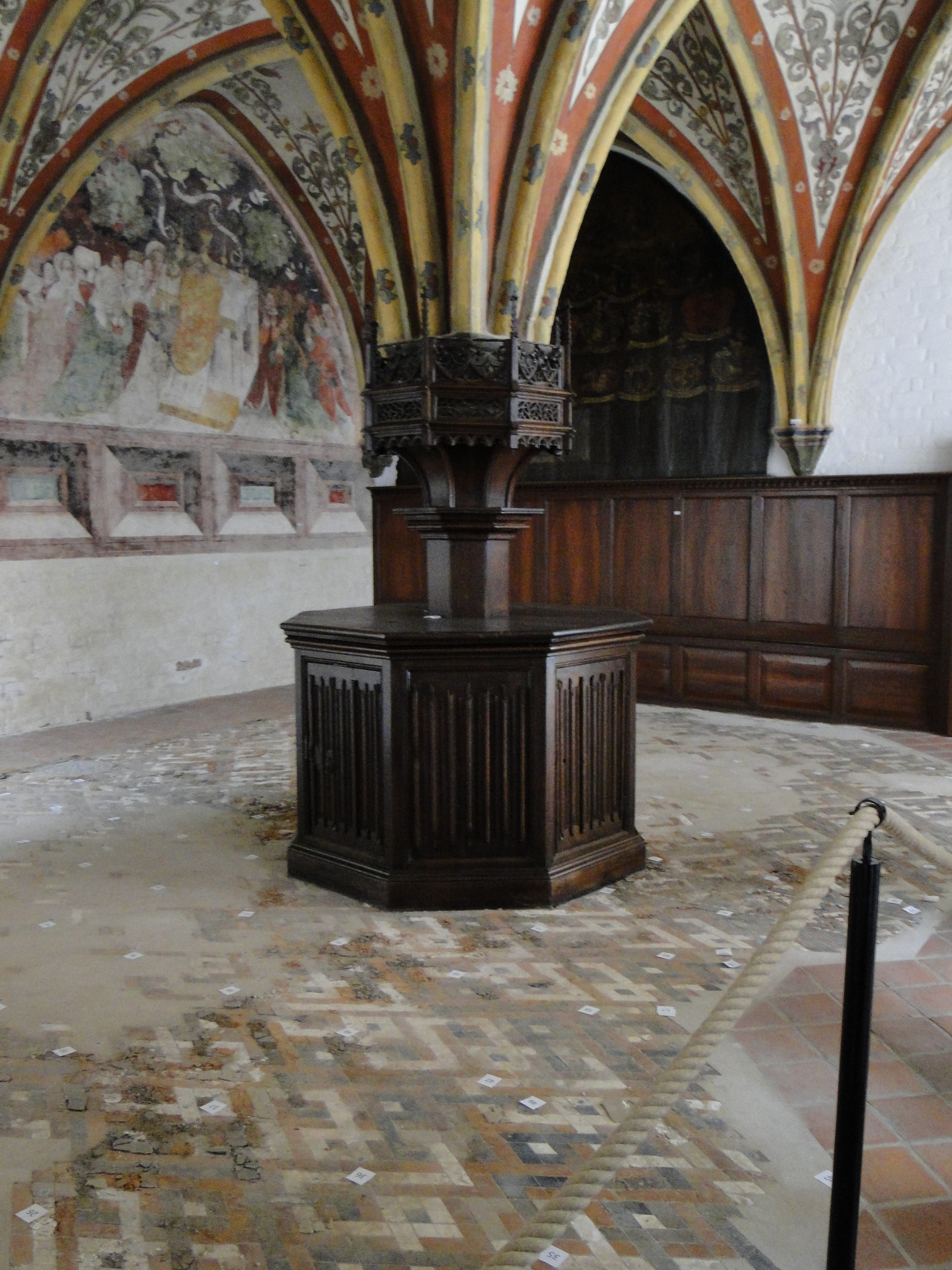
Sakristei mit mittelalterlicher und neugotischer Ausmalung
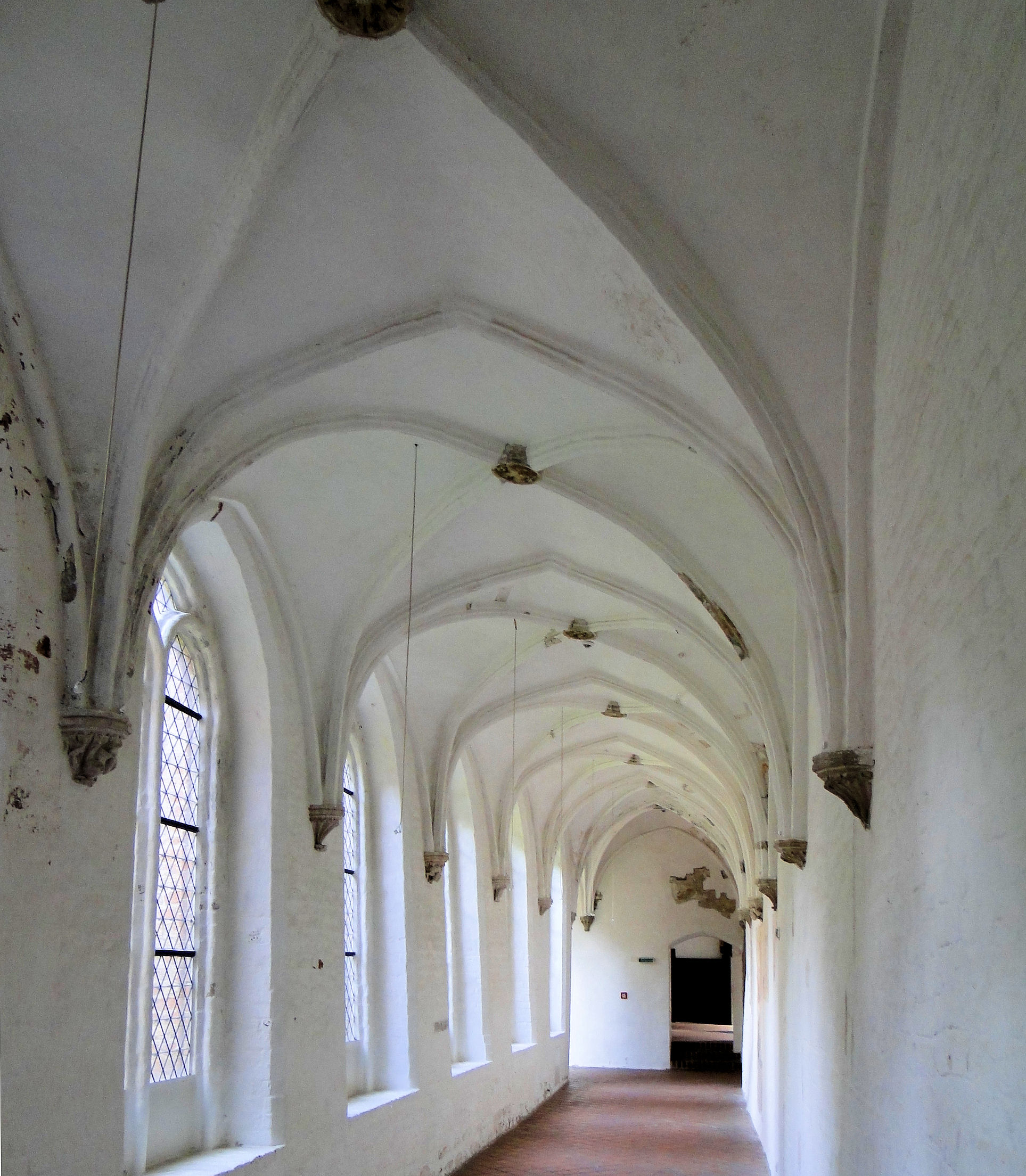
Kreuzgang

Nach jahrelangen Sanierungsmaßnahmen besteht das Burgkloster heute aus dem vierflügeligen Kreuzgang, dem Kapitelsaal im Westflügel, der Sakristei und dem Winterrefektorium im Ostflügel und dem Sommerrefektorium im Nordflügel sowie zwei weiteren Baukörpern, dem Hospital und dem Beichthaus. Es ist die größte hochgotische Klosteranlage Norddeutschlands und ein sakrales Architekturdenkmal europäischen Ranges.
Der älteste Bauteil ist die zweischiffige Gewölbehalle des Sommerrefektoriums, die das gesamte Untergeschoss des Nordflügels einnimmt. Bei ihr handelt es sich möglicherweise um einen Rest der Burg. Die Pfeiler weisen spätromanische Formen auf, während der Kreuzgang, der westlich daran anschließende zweischiffige Kapitelsaal sowie die Sakristei und das Winterrefektorium im Ostflügel nach dem Stadtbrand im gotischen Stil errichtet wurden. Südlich an den Kreuzgang schloss die abgerissene Klosterkirche an, von der nur noch einige Seitenkapellen vorhanden sind. Die Obergeschosse der Flügel sind nicht erhalten; sie fielen der Umgestaltung Ende des 19. Jahrhunderts zum Opfer. Zusätzlich existieren zwei weitere Klostergebäude aus dem 14. Jahrhundert, die außerhalb der Klausur lagen, das Beichthaus, von dem nur noch die Außenmauern erhalten sind, und das Hospital, dessen ursprüngliche Funktion unbekannt ist. Das Burgkloster enthält zahlreiche Steinplastiken, oft als Konsolen- und Gewölbeabschlusssteine. Die Konsol- und Schlusssteine des Winterrefektoriums sind im Weichen Stil gehalten und werden dem Lübecker Bildhauer Johannes Junge zugeschrieben. Einzelne Räume wie die Sakristei und das Hospital besitzen noch mittelalterliche Mosaikfußböden. Aus den Jahrhunderten der Klosterzeit haben sich verschiedene Fresken erhalten, besonders schön die Darstellung der Gregorsmesse in der Sakristei.

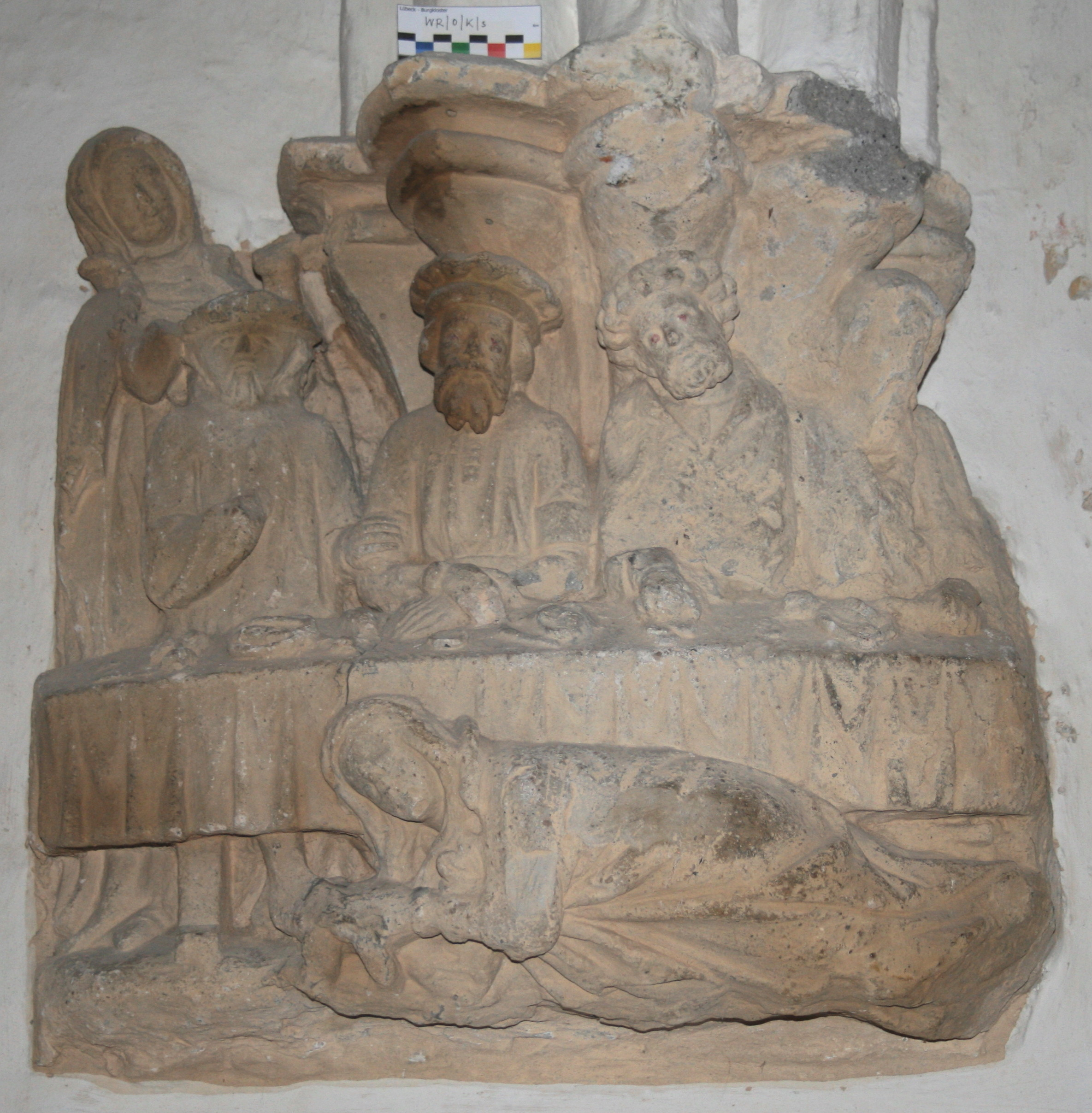
Gewölbekonsole aus dem Winterrefektorium (Maria Magdalena wäscht Jesus die Füße)
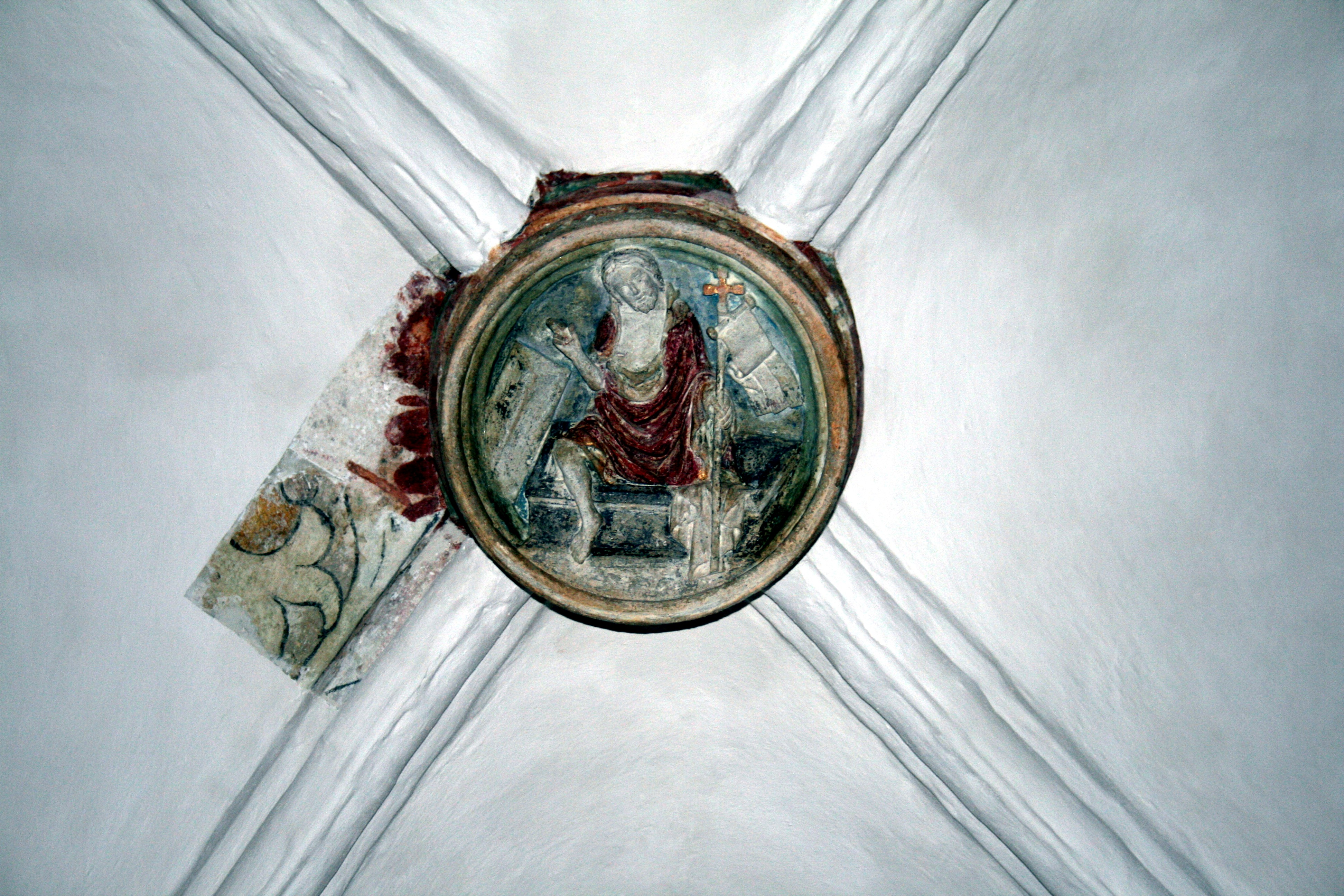
Gewölbeschlussstein (auferstandener Christus)
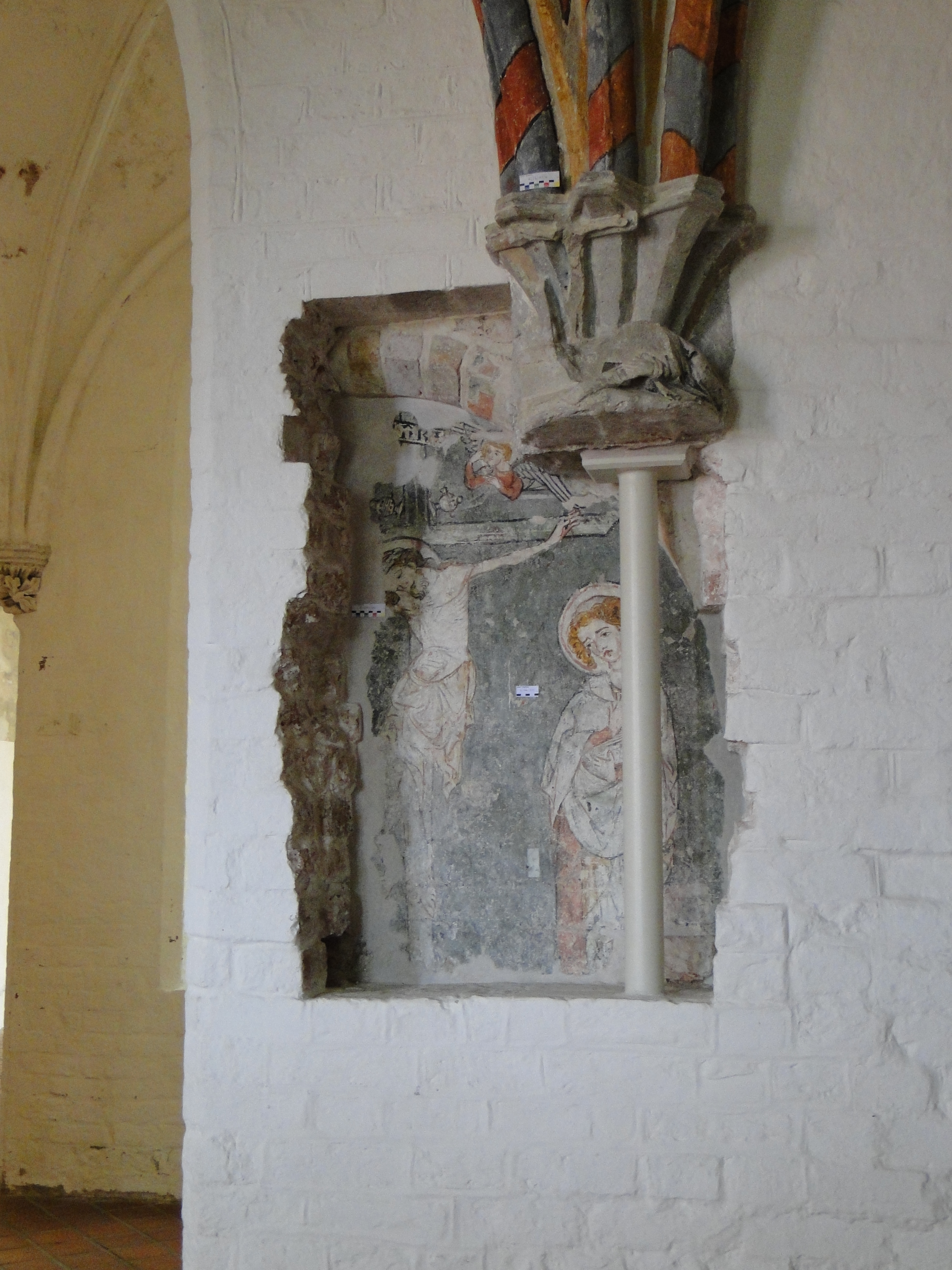
Wiederentdeckte Malerei und Gewölbekonsole im Kapitelsaal
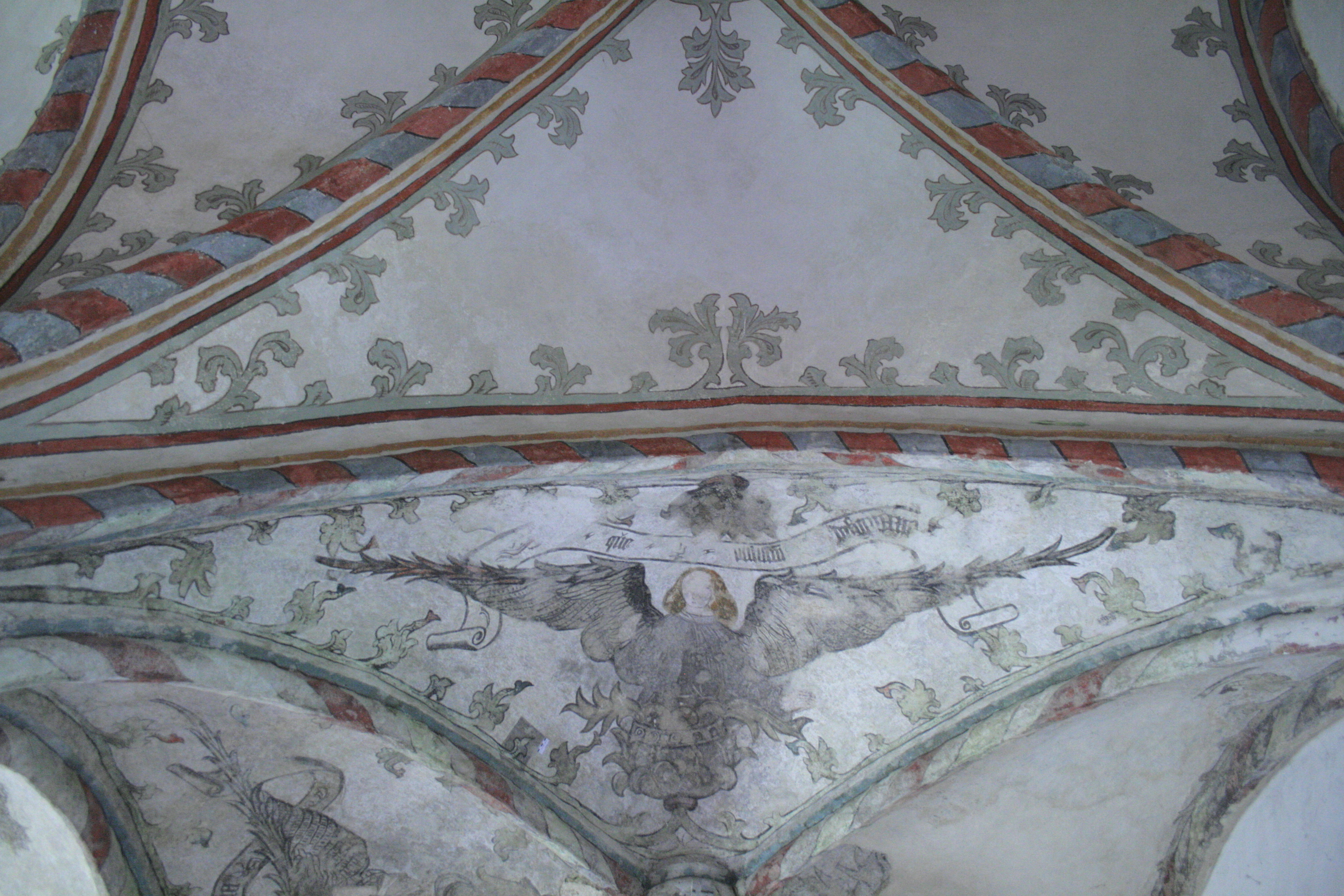
Gewölbe des Kapitelsaales mit Ausmalung aus verschiedenen Epochen
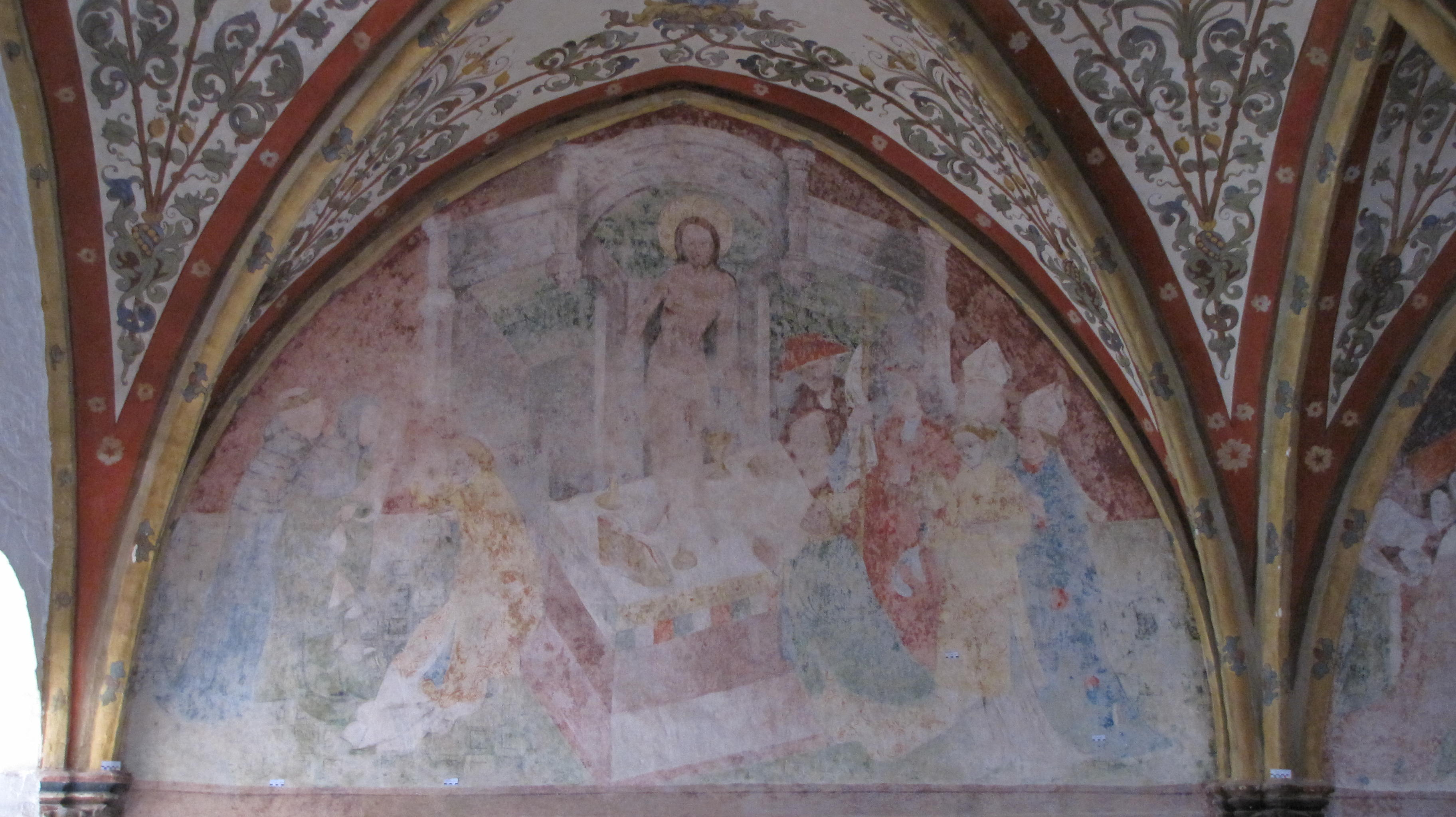
Fresko (Gregorsmesse) aus der Sakristei

Während der Zeit der Nutzung als Armenhaus wurde das Kloster umgestaltet. Die Sakristei, nun Versammlungsort der Armenhausvorsteher, erhielt eine Holztäfelung mit den Wappen der Armenvorsteher von 1640 bis 1796. Vom Umbau zum Gerichtsgebäude sind zwei Zellen im Nordflügel des neuen Obergeschosses und im Ostflügel ein Gerichtssaal mit Oberlicht erhalten. Zudem existieren neugotische Ausmalungen beispielsweise in der Sakristei.
Im Klostergarten steht ein Bronzeguss der ganzkörperbehaarten Maria-Magdalena-Statue der zeitgenössischen amerikanischen Künstlerin Kiki Smith.